# Флинт-Уэйд, Элизабет
Элизабет Флинт-Уэйд (англ. Elizabeth Flint Wade, 29 октября 1849, Касвилл, Нью-Йорк — 1915, Норуолк) — американская писательница, поэтесса и фотограф начала XX века. Она наиболее известна по фотографиям, которые она выставляла вместе с Розой Кларк под их общими именами: «Роуз Кларк и Элизабет Флинт Уэйд» или «Мисс Кларк и Уэйд». 

## Биография
Уэйд родилась в Касвилле, штат Нью-Йорк, 29 октября 1849 года. Её родителями были Джордж Барнетт Флинт и Элизабет Трейси Эйвери.
24 ноября 1869 года в Буффало она вышла замуж за Фрэнка Абернати Уэйда (1836 или 1837—1906). У них была дочь Бланш Элизабет (1872-?) и двое сыновей, Фрэнк (1874-?) и Герман (1877-?).
Интерес Уэйд к фотографии возник несколько ранее 1890 года. В 1893 году она написала статью под названием «Художественные картины. Советы по их созданию» в журнале «American Amateur Photographer».  В конце 1890-х годов она возглавила Round Table Camera Club журнала Harpers, а в 1900 году Harpers Bazaar начал публиковать серию её статей о фотографии.
В 1906 году Уэйд была упомянута в статье в журнале Photo-Era как «одна из тех, кто в профессиональных рядах добился успеха». Среди других упомянутых женщин были Гертруда Кезебир, Ева Уотсон-Шютце и Джесси Тарбокс Билс.
Уэйд была уважаемой писательницей и поэтессой, её рассказы и стихи публиковались в Atlantic Monthly, Collier’s Weekly, Black Cat, Herald, New York World, The Catholic Telegraph и Everybody’s. Она также часто писала о фотографии в таких журналах, как American Amateur Photographer, Photo-Era, Photographic Times, Photo-American и Harper’s Magazine. С 1910 по 1912 год она была заместителем редактора журнала Photo-Era и критиковала многие снимки, присланные читателями.
Уэйд умерла в своём доме в Норуолке, штат Коннектикут, 1 декабря 1915 года.

## Примечания

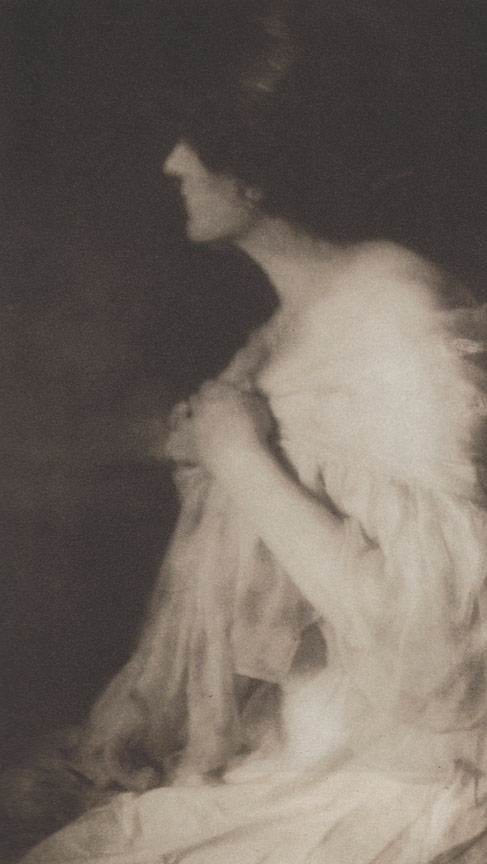
"Miss M., of Washington", фотография Розы Кларк и Элизабет Флинт-Уэйд. Фотогравюра опубликована в журнале Camera Notes, Vol 4 No 4, 1901